# Stygiomysis major
Stygiomysis major is een kreeftachtigensoort uit de familie van de Stygiomysidae. De wetenschappelijke naam van de soort is voor het eerst geldig gepubliceerd in 1976 door Bowman.